# Garifuna (langue)
Le garifuna, ou caribe noir, est une langue amérindienne parlée par les Garifunas, un peuple d'Amérique centrale. Elle appartient à la famille des langues arawakiennes, mais l'histoire du peuple garifuna fait qu'elle présente de nettes influences caribes. Les emprunts aux langues européennes sont également nombreux.
La langue, la danse et la musique des Garifunas sont inscrits au patrimoine culturel immatériel de l'UNESCO depuis 2008.
Le lexique et la morphosyntaxe du garifuna présentent des différences selon que le locuteur est un homme ou une femme. De ces deux registres, le registre masculin a décliné au fil du temps et il n'est plus marqué que dans certains cas. La plupart du temps, le registre féminin est utilisé par défaut par tous les locuteurs, quel que soit leur genre.

## Distribution
Le garifuna est parlé par les communautés de Garifunas établies sur le littoral oriental de quatre pays d'Amérique centrale : le Belize, le Guatemala, le Honduras et le Nicaragua. En 2004, les recensements nationaux les plus récents dénombraient 15 685 locuteurs du garifuna au Belize et 250 000 au Honduras.
Cette langue est également parlée par les Garifunas ayant émigré dans le reste du monde. Ils se retrouvent principalement aux États-Unis, dans les grandes villes du Sud et à New York, ainsi que sur la Costa del Sol en Espagne.

## Histoire

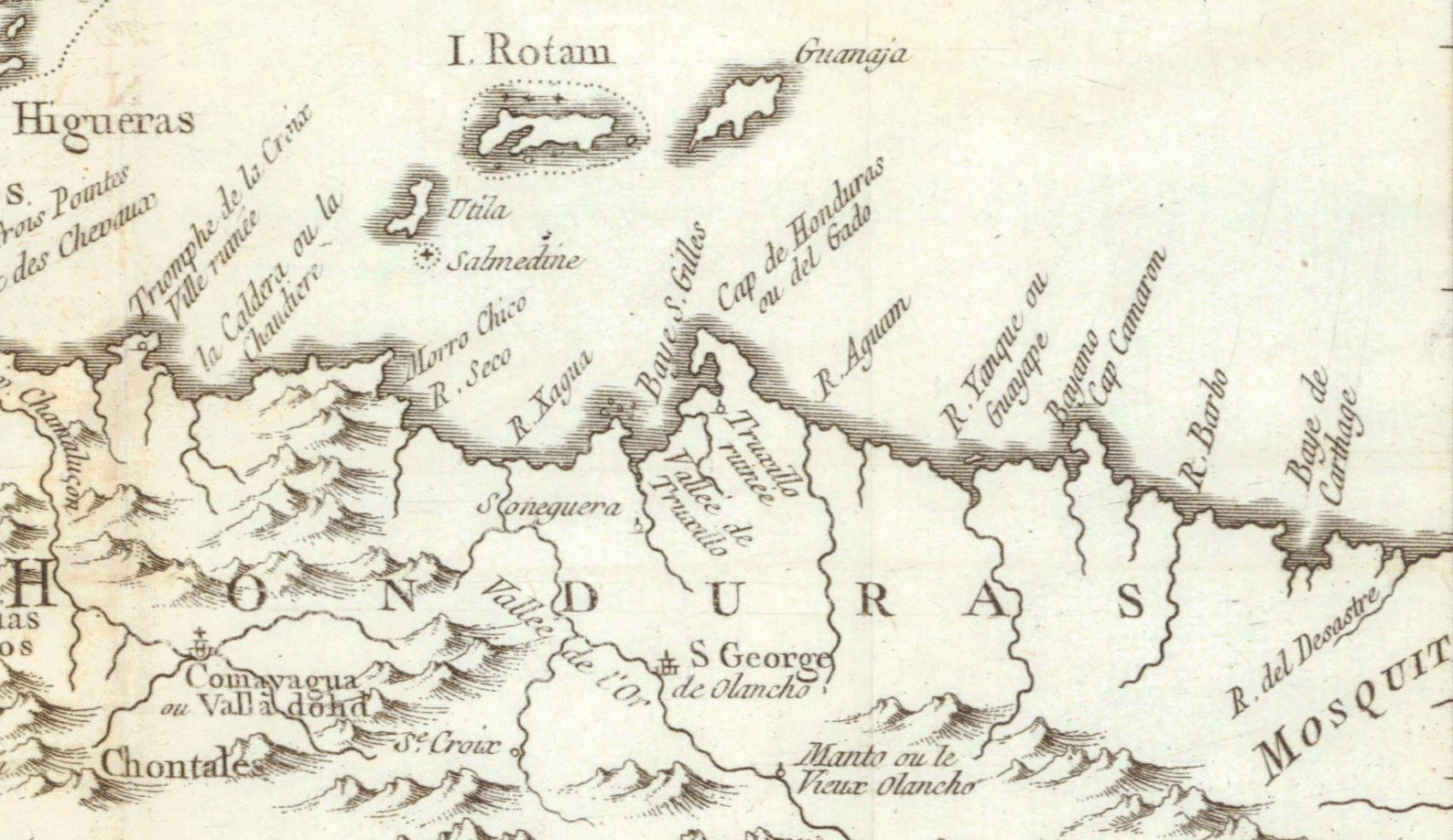
Carte de 1754 montrant l'île de Roatán (Rotam) au large du Honduras.

Les Garifunas sont les descendants d'Amérindiens des Antilles (Arawaks et Kalinagos), métissés de Noirs africains, installés sur l'île de Saint-Vincent. Pour s'être farouchement opposés à la colonisation européenne, ils sont déportés en Amérique centrale par les Britanniques à la fin du XVIIIe siècle. Ils sont d'abord installés sur l'île de Roatán, au large du Honduras, avant que les Espagnols ne les aident à s'établir sur le littoral. Ils migrent ensuite vers le nord, en direction du Guatemala et du Belize. Leur installation au Nicaragua est plus récente.

## Phonologie

### Voyelles
L'inventaire vocalique du garifuna se compose de six voyelles :
|            | Antérieure | Centrale | Postérieure |
| ---------- | ---------- | -------- | ----------- |
| Fermée     | i          | ɨ        | u           |
| Mi-fermée  |            |          |             |
| Mi-ouverte | ɛ          |          | ɔ           |
| Ouverte    | a          |          |             |

Il existe quelques paires minimales dont les termes s'opposent par la quantité vocalique du son /a/, mais dans l'ensemble, la longueur des voyelles n'est pas un trait distinctif.

### Consonnes
L'inventaire consonantique du garifanu se compose de dix-sept consonnes :
|           | Labiale | Labio-dentale | Dentale | Alvéolaire | Palato-alvéolaire | Vélaire | Glottale |
| --------- | ------- | ------------- | ------- | ---------- | ----------------- | ------- | -------- |
| Occlusive | p b     |               |         | t d        |                   | k g     |          |
| Nasale    | m       |               |         | n          | ɲ                 |         |          |
| Battue    |         |               |         | ɾ          |                   |         |          |
| Fricative |         | f             |         | s          |                   |         | h        |
| Affriquée |         |               |         | t͡ʃ         |                   |         |          |
| Spirante  |         |               |         |            | j                 | w       |          |
| Latérale  |         |               |         | l          |                   |         |          |

## Syntaxe
Le garifuna est une langue VSO : dans les propositions principales, l'ordre habituel des éléments constitutifs de la phrase est verbe-sujet-objet.
Certains éléments de morphosyntaxe varient selon le genre du locuteur. Le parler masculin a recours à des marqueurs d'origine caribe pour indiquer la personne dans certains contextes (pronoms emphatiques, préfixe possessif). À l'inverse, il emploie des marqueurs d'origine arawakienne pour certains accords de genre.

## Vocabulaire
Les nombres témoignent de l'influence des langues européennes sur le garifuna. À l'exception des mots pour « un » (ában), « deux » (bíyama ou biyán) et « trois » (ûrüwa), ce sont tous des emprunts au français : gádürü « quatre », séyngü « cinq », sísi « six », etc. Le garifuna utilise également le système vicésimal que le français a presque complètement abandonné : « quarante » se dit bíyan véyn, « deux vingt », « soixante » est urüwa véyn « trois vingt » et ainsi de suite. L'anglais et l'espagnol sont également sources d'emprunts : pádnà « ami » provient de l'anglais partner, kaléra « échelle » de l'espagnol escalera.
Le vocabulaire est l'autre domaine où le garifuna varie selon le genre du locuteur. Dans le parler masculin, « homme » se dit wügûri et « femme » se dit wûri, alors que dans le parler féminin, les termes employés sont respectivement eyé:ri et hinyá:ru. Le lexique des liens de parenté est particulièrement touché par cette dichotomie.